# Oberhoffen-sur-Moder
Oberhoffen-sur-Moder (deutsch Oberhofen an der Moder; bis 1927 Oberhoffen, deutsch Oberhofen) ist eine französische Gemeinde mit 3764 Einwohnern (Stand 1. Januar 2021) im Département Bas-Rhin in der Region Grand Est (bis 2015 Elsass). Sie gehört zum Arrondissement Haguenau-Wissembourg und zum Kanton Haguenau.

## Geografie
Die Ortschaft liegt an der Moder südöstlich von Haguenau. Durch die Gemeinde führt die inzwischen stillgelegte Bahnstrecke Steinbourg–Rastatt. Nachbargemeinden von Oberhoffen-sur-Moder sind Haguenau im Norden, Schirrhein im Nordosten, Rohrwiller im Südosten, Bischwiller im Südwesten sowie Kaltenhouse im Nordwesten.

## Geschichte

### Mittelalter
Das Dorf war entweder ein Allod der Herren von Lichtenberg oder zur Hälfte Allod, zur anderen Lehen des Bischofs von Speyer. 1335 wurde eine Landesteilung zwischen der mittleren und der jüngeren Linie des Hauses Lichtenberg durchgeführt. Oberhofen fiel dabei an Ludwig III. von Lichtenberg, der die jüngere Linie des Hauses begründete. Diese Landesteilung war auch Anlass für eine neue interne Organisation der Herrschaft Lichtenberg: Die Ämter Ingweiler und Buchsweiler der Herrschaft Lichtenberg wurden neu organisiert unter anderem das Amt Pfaffenhofen ausgegliedert und verselbständigt. Zwischenzeitlich verpfändet, wurde das Dorf 1401 wieder ausgelöst. Als das Amt Pfaffenhofen durch weiteren Gebietszuwachs geteilt werden musste, entstand das Amt Offendorf noch vor 1440, zu dem dann auch Oberhofen gehörte.
Elisabeth, eine der beiden Erbtöchter Ludwigs V. von Lichtenberg (* 1417; † 1474), heiratete Graf Simon IV. Wecker von Zweibrücken-Bitsch. Nach dem Tod des letzten Lichtenbergers, Jakob von Lichtenberg, eines Onkels von Elisabeth, erbte sie die Hälfte der Herrschaft Lichtenberg, zu der auch das Amt Offendorf – und damit Oberhofen – gehörte.

### Frühe Neuzeit
Graf Jakob von Zweibrücken-Bitsch (* 1510; † 1570) und sein schon 1540 verstorbener Bruder Simon V. Wecker hinterließen nur jeweils eine Tochter als Erbin. Die Tochter des Grafen Jakob, Margarethe (* 1540; † 1569), war mit Philipp V. von Hanau-Lichtenberg (* 1541; † 1599) verheiratet. Zu dem sich aus dieser Konstellation ergebenden Erbe zählte auch die zweite, nicht bereits in der Grafschaft Hanau-Lichtenberg liegende Hälfte der ehemaligen Herrschaft Lichtenberg und darin auch das Amt Offendorf mit Oberhofen. Der zu diesem Zeitpunkt regierende Graf Philipp IV. von Hanau-Lichtenberg (1514–1590) führte die Reformation in seiner Grafschaft und auch den durch die Erbschaft hinzu gewonnenen Gebieten konsequent durch, die nun lutherisch wurden.
Mit der Reunionspolitik Frankreichs unter König Ludwig XIV. kam das Amt Offendorf unter französische Oberhoheit. Nach dem Tod des letzten Hanauer Grafen, Johann Reinhard III. 1736, fiel Hanau-Lichtenberg – und damit auch das Amt Offendorf – an den Sohn seiner einzigen Tochter, Charlotte, Landgraf Ludwig (IX.) von Hessen-Darmstadt. Mit dem durch die Französische Revolution begonnenen Umbruch wurde Oberhofen französisch.

### Bevölkerungsentwicklung
| Jahr      | 1962 | 1968 | 1975 | 1982 | 1990 | 1999 | 2007 | 2019 |
| Einwohner | 2239 | 2349 | 2459 | 2711 | 2930 | 2944 | 3123 | 3497 |

## Sehenswürdigkeiten

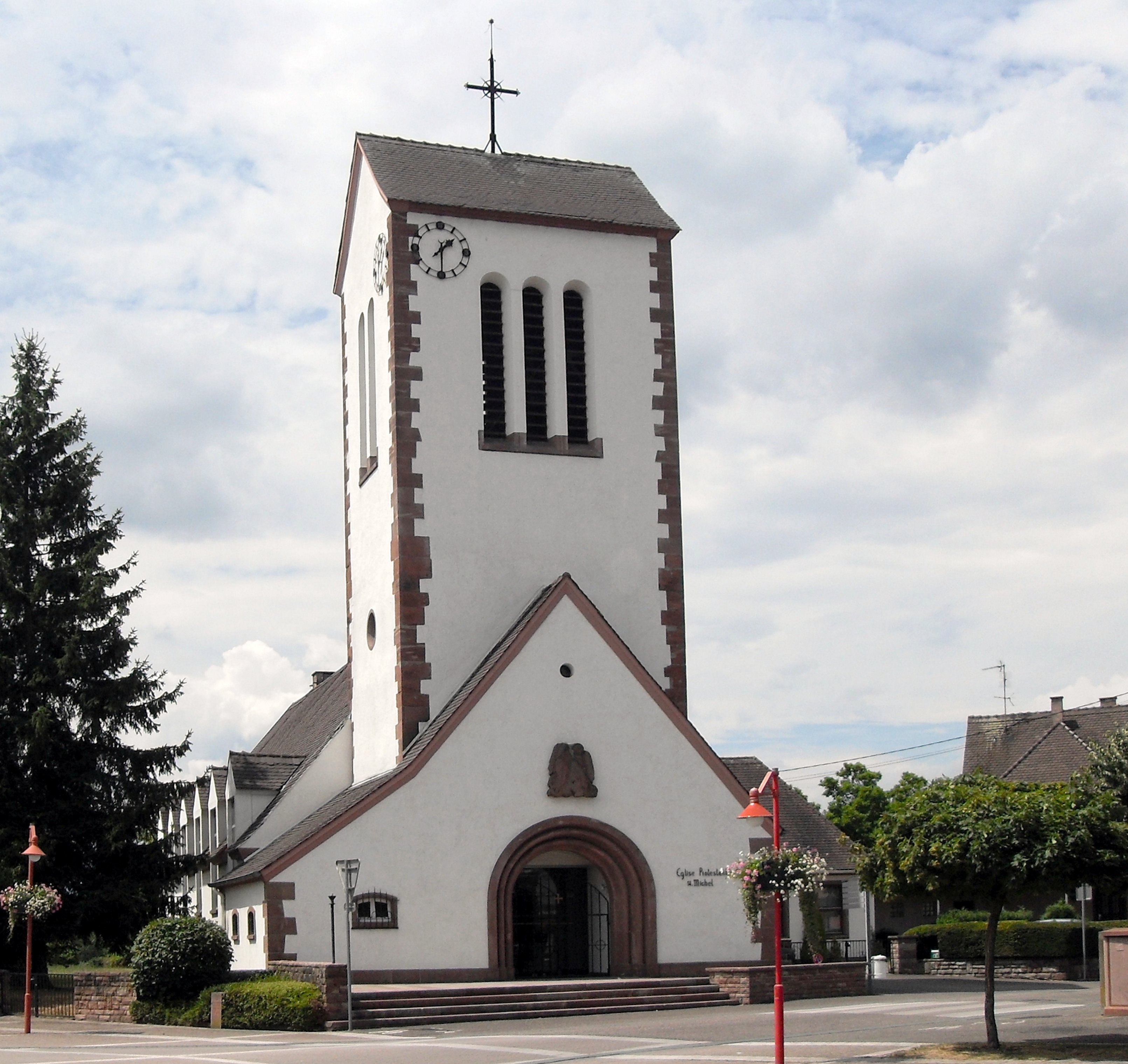
Evangelische Kirche St. Michael

- Evangelische Kirche St. Michael

## Truppenübungsplatz
Nahe dem Ort befindet sich der Truppenübungsplatz Camp militaire d’Oberhoffen.